# Sophrops takatoshii
Sophrops takatoshii är en skalbaggsart som beskrevs av Takashi Itoh 1989. Sophrops takatoshii ingår i släktet Sophrops och familjen Melolonthidae. Inga underarter finns listade i Catalogue of Life.